# Eudorylas kataplisso
Eudorylas kataplisso är en tvåvingeart som beskrevs av Christian Kehlmaier 2005. Eudorylas kataplisso ingår i släktet Eudorylas och familjen ögonflugor.
Artens utbredningsområde är Tjeckien. Inga underarter finns listade i Catalogue of Life.